# Nostradamus (película)
Nostradamus es una película biográfica y dramática de 1994, dirigida por Roger Christian, con Tcheky Karyo como protagonista principal.

## Argumento
La película cuenta la vida de Michel de Notre-Dame (Tchéky Karyo), más conocido como Nostradamus. Fue un astrólogo, médico y profeta. Estuvo casado dos veces. Su primera familia murió por la peste, cuando estuvo ausente combatiendo la epidemia en otro lugar.  
Como médico, introdujo nuevos métodos para combatir la peste, como la higiene y la abolición de la sangría. Con ello, tuvo éxito y salvó muchas vidas, aunque no todas. Por ello, fue perseguido por la Iglesia católica, que vio en sus acciones un ataque a sus dogmas. Como hombre de saber, actuaba en la clandestinidad para protegerse de la Iglesia, que también veía en ello un peligro. Como profeta, era capaz de prever el futuro, pero sabía que, si quería protegerse para vivir en paz y escribir sus predicciones, que le preocupaban, tenía que conseguir la protección de la reina de Francia, Catalina de Medici, que estaba interesada en las profecías.  
Nostradamus la consigue cuando puede prever la muerte del rey Enrique II. Viéndole como una fuente de sabiduría para poder prepararse ante futuros acontecimientos de este tipo, ella lo protege de la Iglesia el resto de su vida, y así logra él escribir antes de morir sus predicciones sobre el futuro de la humanidad. En ellas resalta la importancia de que el ser humano debe actuar responsablemente hacia sí mismo, si quiere sobrevivir los acontecimientos venideros en el futuro y tener un mundo mejor. 
Aun así, fue condenado por la Iglesia católica en 1781 por herejía.

## Reparto
- Tchéky Karyo - Nostradamus
- F. Murray Abraham - Scalinger
- Rutger Hauer - El monje mítico
- Amanda Plummer - Catalina De Medici
- Julia Ormond - Marie
- Assumpta Serna - Anne
- Anthony Higgins - Enrique II
- Diana Quick - Diane De Portier
- Michael Gough - Jean De Remy
- Maia Morgenstern - Helen
- Bruce Myers - Professor
- Leon Lissek - Inquisidor

## Recepción
A diferencia de otras películas sobre Nostradamus, esta película lo presenta como un hombre en plenitud de sus facultades, aunque atormentado por su inusual don. A pesar de ello y a pesar de su notable reparto, la película no tuvo éxito en taquilla.